# Grégoire de Lazique
Grégoire le Patrice (mort en 691 ; en géorgien : გრიგორი) est un souverain de la Lazique qui règne au VIIe siècle lors d'une période qui reste peu connue. Il règne à deux reprises en tant que patrice de l'empire byzantin et voit ses voisins abazgues gagner de la puissance.

## Biographie
Peu est connu sur la vie de Grégoire, qui règne à deux reprises sur la Lazique, un territoire de Géorgie occidentale sous le contrôle de l'empire byzantin. Il règne en tant que patrice (Patrikios), gouverneur nommé par Constantinople. Il succède à Barnouk Ier quand il est nommé par Constant II en 663. Cette nomination vient un an après l'exil de Maxime le Confesseur en Lazique par Byzance et il se peut qu'elle se fasse après que l'ordre d'exécuter le prêtre ne soit pas suivi par les Lazes.
En 664, il est probablement expulsé de sa position par Barnouk Ier, qui aurait utilisé l'aide des Abazgues voisins. Ceux-ci voient leur pouvoir augmenter, un prélude avant la proclamation du royaume d'Abkhazie en 778. Toutefois, il retourne au pouvoir en 665 et règne depuis la citadelle de Djikhakhora (en Abkhazie actuelle). Les sources contemporaines le nomme « Patrikios et Magistros, aimé par Dieu ». Entre 675 et 691, il règne conjointement avec son fils, Barnouk II.
À sa mort en 691, il est remplacé par Serge, fils de son prédécesseur.
L'historien Pavlé Ingorokva fait de Grégoire un roi des Abazgues qui règne jusqu'en 668, une assimilation basée sur sa théorie que les souverains abazgues et lazes sont les mêmes. Cette théorie est rejetée par Khatouna Iosseliani. Une pièce de monnaie contemporaine au règne de Grégoire mentionne un certain « Georges, Patrikios ».